# Prosadenoporus agricola
Prosadenoporus agricola är en djurart som tillhör fylumet slemmaskar, och som först beskrevs av Willemoes-Suhm 1874.  Prosadenoporus agricola ingår i släktet Prosadenoporus och familjen Prosorhochmidae. IUCN kategoriserar arten globalt som otillräckligt studerad. Inga underarter finns listade i Catalogue of Life.